# Petra Tenorová
Petra Tenorová (* 20. února 1989, Praha) je česká herečka a dabérka. Jejím dědečkem byl kameraman Jan Tenora.

## Osobní život
Narodila se v Praze. V jejich 11 letech se její rodiče rozvedli a ona se odstěhovala s matkou a bratrem do Havířova.

## Profesní život
V roce 2009 maturovala na ostravské konzervatoři a své první angažmá získala v pardubickém divadle, kde působila šest sezon. Následovalo roční angažmá v Městském divadle Kladno a od roku 2016 je v angažmá Městských divadel pražských.

## Filmografie

### Herectví
Filmy
- Tři srdce (2007) – Johanka
- Kouzla králů (2008) – princezna Mariana
- Ztracený princ (2008) – děvečka v krčmě
- Neviditelný Muž (2011) – dívka
- Sněžný drak (2012) – princezna Laura

Seriály
- Ulice (2005) – Adéla
- Ach, ty vraždy! (2010) – studentka (1 díl)
- Cukrárna (2010) – Iva Sladká (13 dílů)
- Obchodníci (2013) – Klárka

### Dabing
- Aaron Stone (2009) – Emma Lauerová
- Líné Město (2004) – Trixie
- Nickyho rodina (2011)